# Zilverdistel

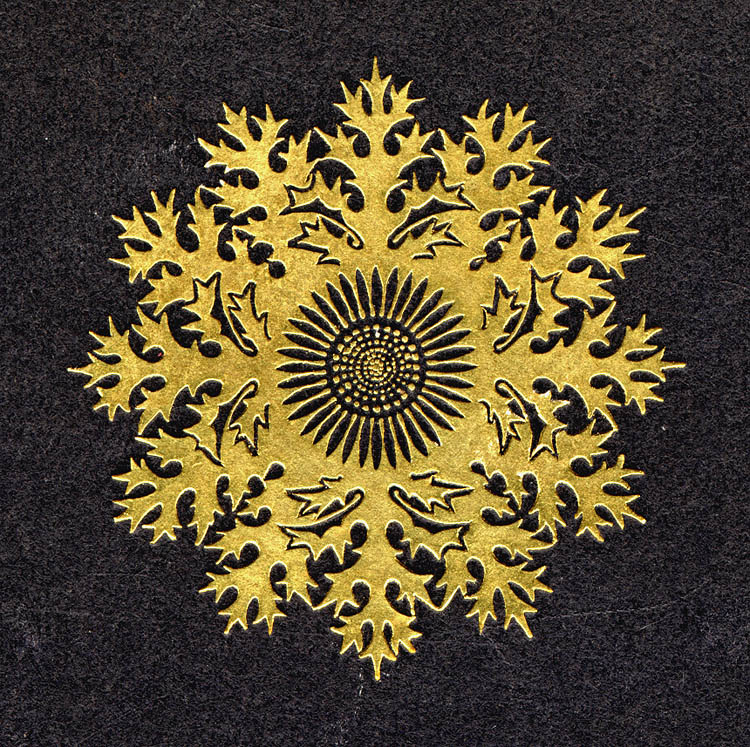
De Zilverdistel

De Zilverdistel est une petite entreprise d'édition et d'impression néerlandaise, la première presse privée créée aux Pays-Bas, fondée en 1909 par les poètes Jan Greshoff, Jacobus Cornelis Bloem et Pieter Nicolaas van Eyck. Zilverdistel est le nom néerlandais de la Carline acaule, sorte de chardon.

## Histoire
Les trois poètes unis à égalité espéraient tirer quelque profit de leur maison d’édition, comptant plus sur les poésies française, anglaise et allemande, que sur celle de leur pays.
Les premiers ouvrages sont imprimés par la vieille et prestigieuse imprimerie Enschedé, avec des caractères hollandais traditionnels (les Old Dutch Types) qui remontent pour certains aux XVIIe et XVIIIe siècles. Les jeunes éditeurs doivent parfois lutter contre la vieille tradition des imprimeurs pour imposer leurs conceptions de la typographie. Les quatre premiers titres imprimés chez Enschedé varient en format et typographie. En 1912 le créateur de caractères Jan van Krimpen y travaille comme typographe et comme auteur. Greshoff et Bloem abandonnent, tandis que van Eyck s’oriente de plus en plus vers la typographie. Il s’associe en 1914 avec Jean-François Van Royen (1878-1942), imprimeur typographe, qui fera de Zilverdistel une private press au sens strict, utilisant sa propre presse et des caractères dessinés spécialement. S. H. de Roos (en) dessine le caractère Zilver, et Lucien Pissarro, le Distel, dont les poinçons sont gravés par Edward Prince de Londres. La fonte des caractères est assurée par l'Amsterdam Type Foundry.
En 1923, van Royen annonce unilatéralement que la Ziverdistel disparaît, cédant la place à la Kunera Pers.

## Publications
- P. N. van Eyck, Worstelingen, poèmes, 1910
- Jan van Nijlen, Naar't geluk, 1911
- G. Gossaert, Experimenten, 1911
- Albert Verwet, Het Eigen Rijk, 1912
- Leopold Andrian, Gedichte, 1913
- Charles Baudelaire, Les Fleurs du mal, 1913
- P.N. van Eyck, Bevrijding, 1913
- Leopold Andrian, Der Garten der Ertkenntnis, 1913
- J. H. Leopold, Cheops, 1916

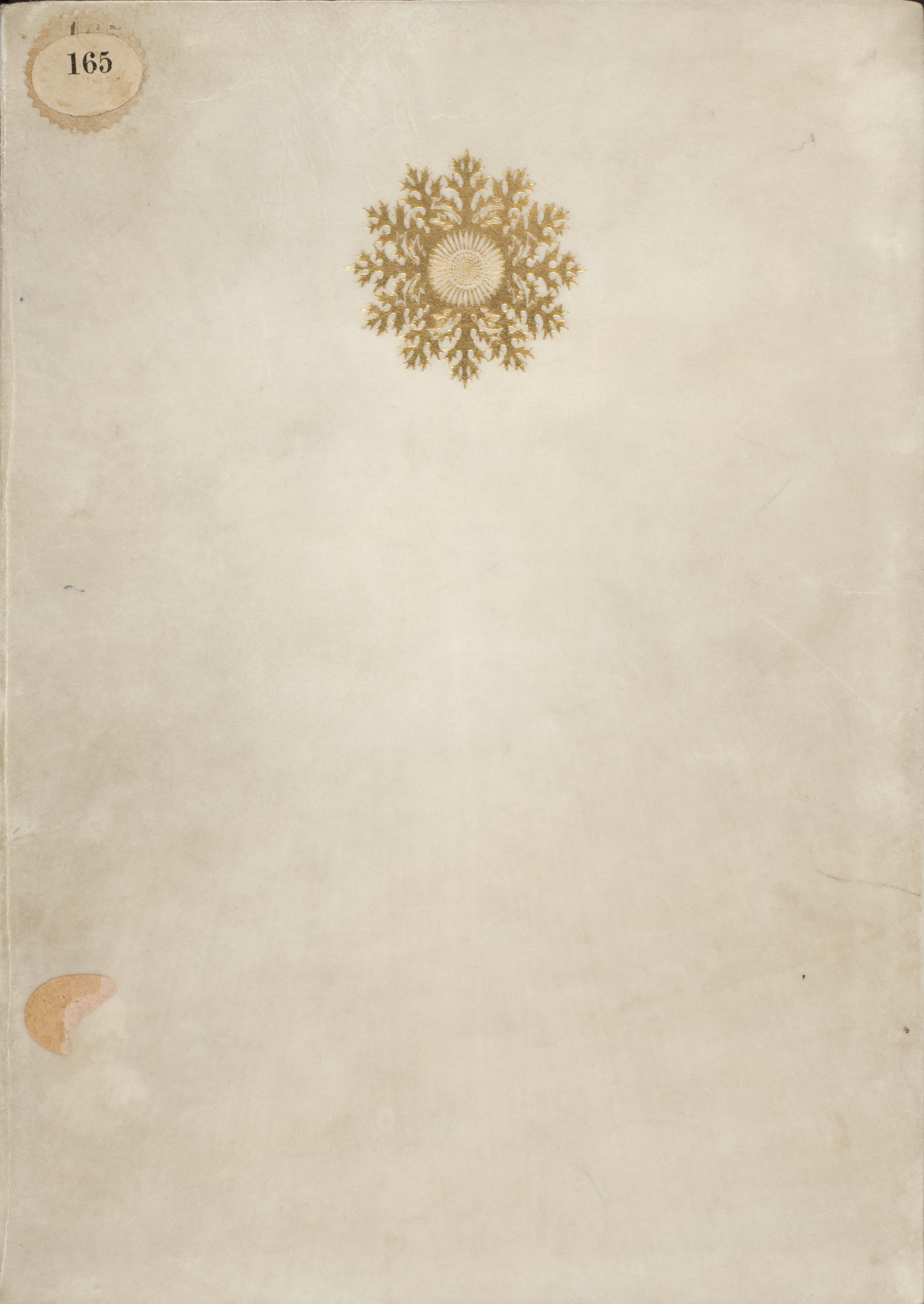
Cheops - Face avant
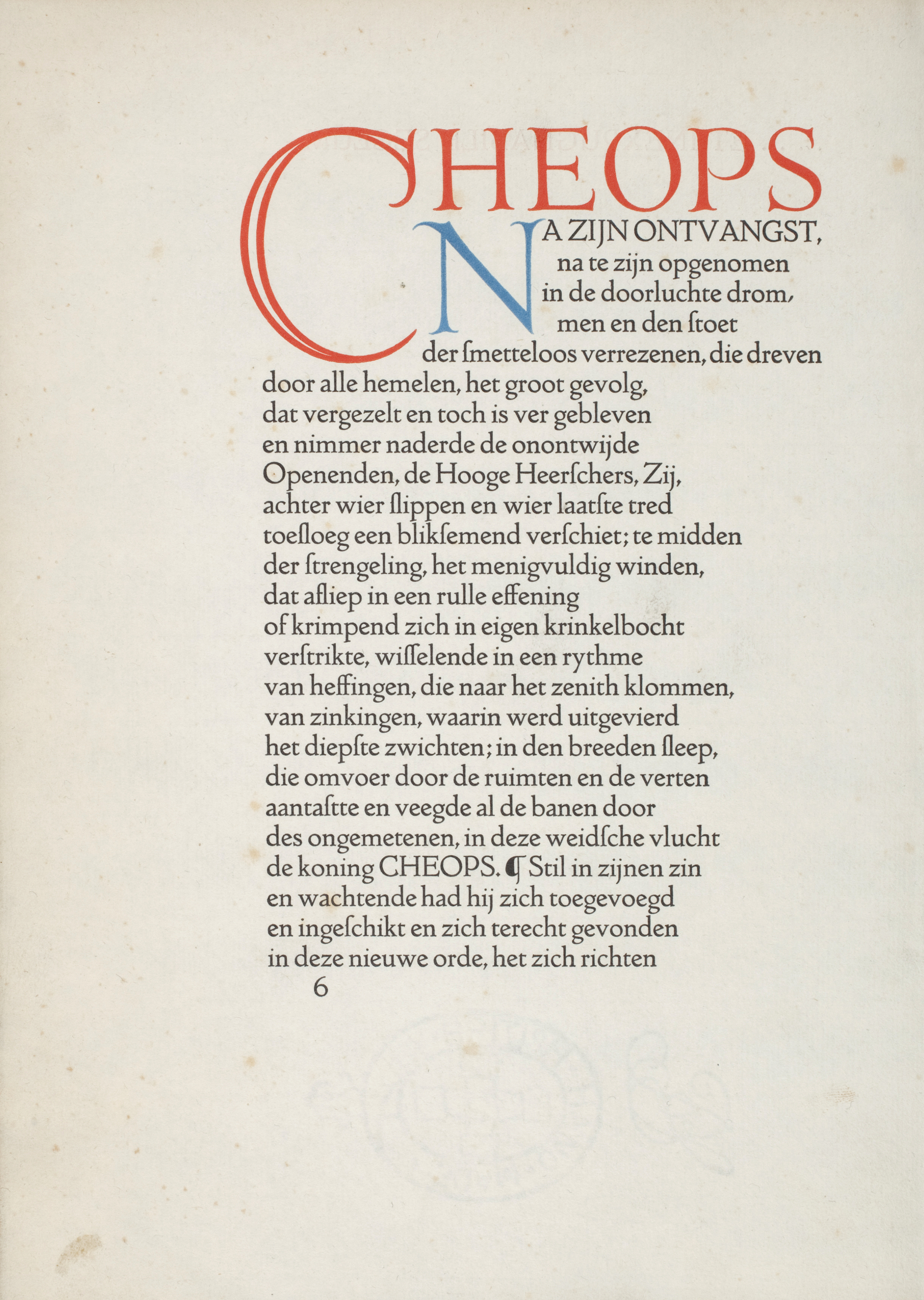
Cheops - p. 6
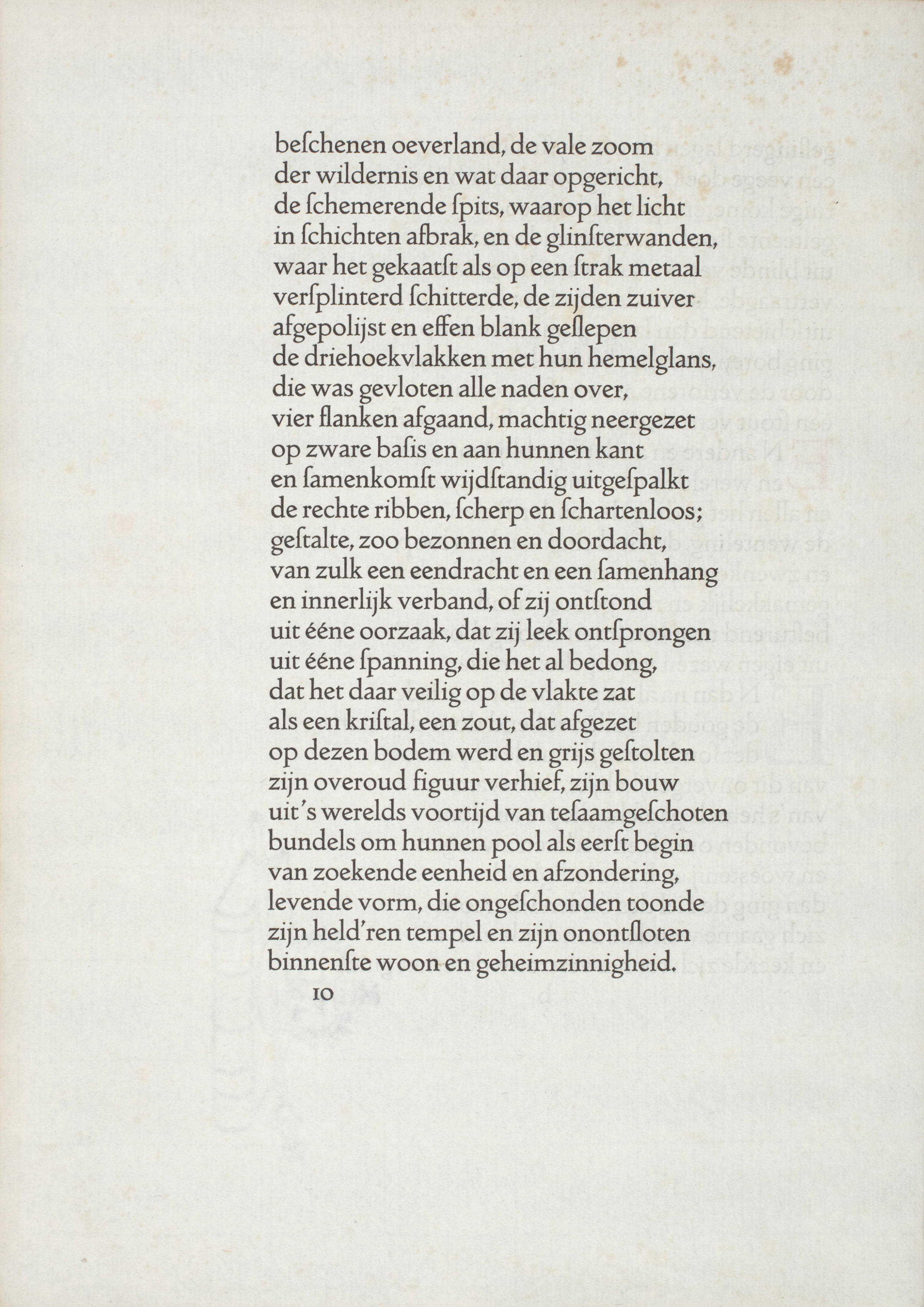
Cheops - p. 10
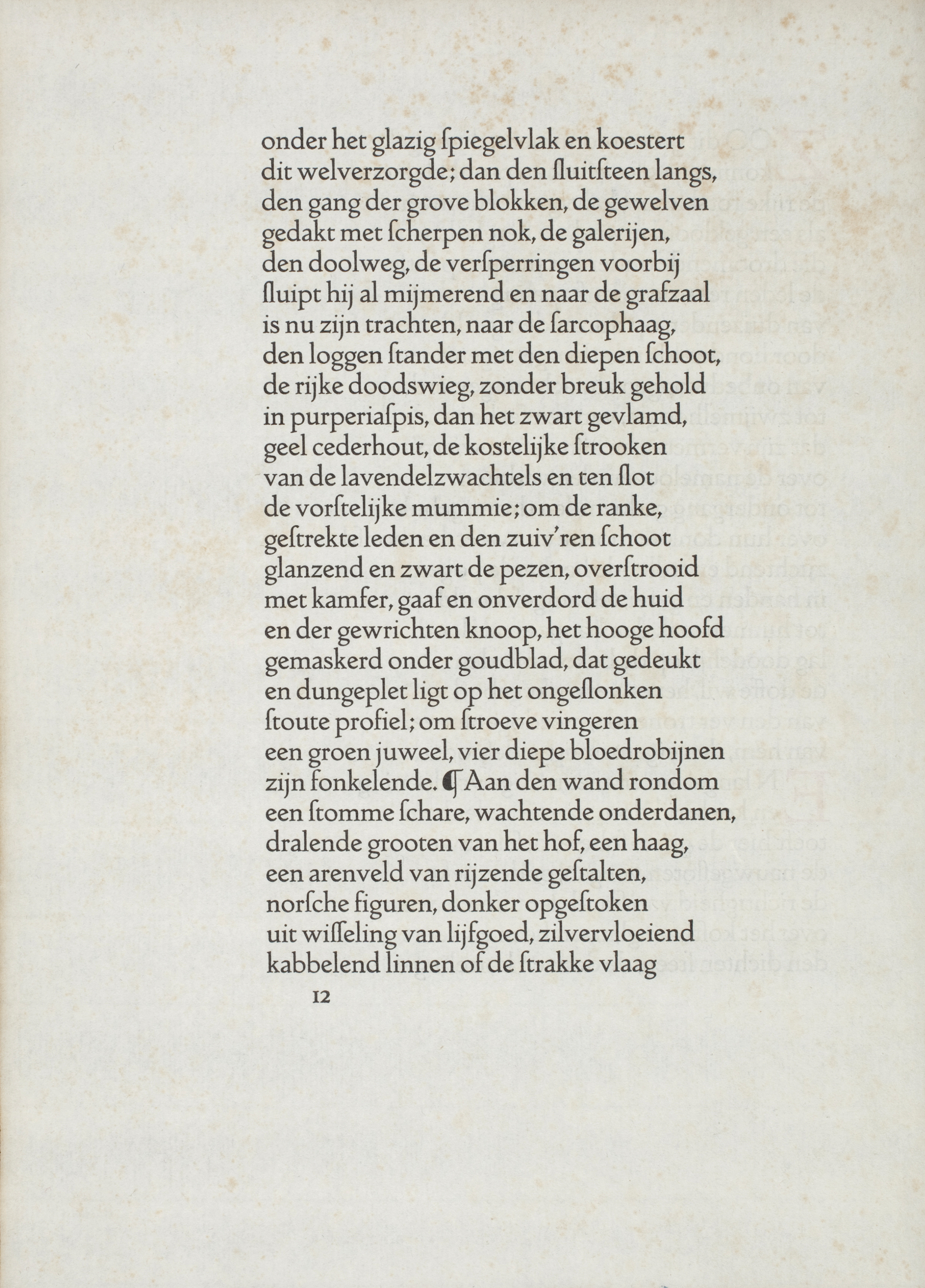
Cheops - p. 12
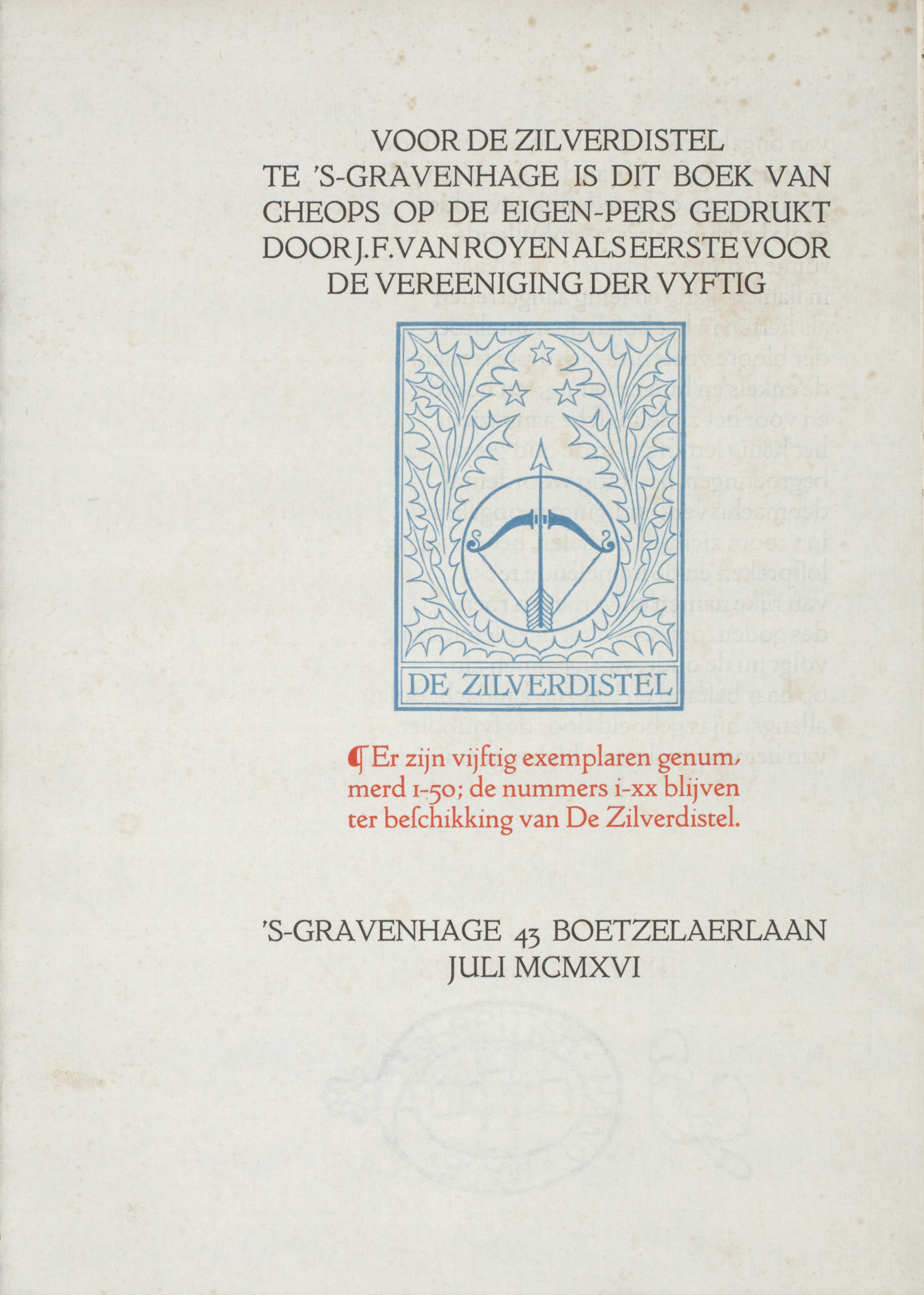
Cheops - p. 14

- Percy Bysshe Shelley, Prometheus unbound. A lyrical drama in four acts, 1917
- Willem Kloos, Verzen uit de Jaren 1880-1890, 1919